# Margareta Keszeg
Margareta Keszeg (Rumania, 31 de agosto de 1965) es una atleta rumana retirada especializada en la prueba de 3000 m, en la que consiguió ser subcampeona mundial en pista cubierta en 1993.

## Carrera deportiva
En el Campeonato Mundial de Atletismo en Pista Cubierta de 1993 ganó la medalla de plata en los 3000 metros, con un tiempo de 9:02.89 segundos, tras la británica Yvonne Murray y por delante de la estadounidense Lynn Jennings.